# 21e cérémonie des Aigles d'or
 (décembre 2024).
Motif : Certains titres français mentionnés sont peut-être des traductions littérales et donc n'existent pas en tant que titres. La présentation doit donc être différente pour ne pas créer d'ambiguïté.
La 21e cérémonie des Aigles d'or, organisée par l'Académie russe des sciences et des arts cinématographiques, se déroule à Mosfilm à Moscou le 27 janvier 2023 et récompense les films, téléfilms et séries russes sortis entre le 1er décembre 2021 et le 30 novembre 2022.

## Palmarès

### Aigle d'or du meilleur film
- Tchempion mira (Чемпион мира) de Alexeï Sidorov
  - Palmyra (Однажды в Пустыне) de Andreï Kravtchouk
  - First Oscar (Первый Оскар) de Sergueï Mokritski
  - Land of Legends (Сердце Пармы) de Anton Meguerditchev
  - Intensive Care (Здоровый человек) de Piotr Todorovski

### Aigle d'or de la meilleure série télévisée
- Alibi (Алиби) de Nurbek Egen
  - Correction et punition (Исправление и наказание) de Anna Parmas
  - Elizaveta (Елизавета) de Dmitri Iosifov

### Aigle d'or de la meilleure série de plateformes en ligne
- Artiste (Художник) de Timour Alpatov
  - Votre Honneur (Ваша честь) de Konstantin Statsky
  - Patient Zéro (Нулевой пациент) de Sergueï Trofimov et Evgueni Stychkine

### Aigle d'or du meilleur documentaire
- Phase de la Lune (Фаза Луны) de Andreï Osipov
  - Balabanov. Clocher. Requiem (Балабанов. Колокольня. Реквием) de Lyoubov Arkous
  - Voix de l'Arctique  (Голоса Арктики) de Ivan Vdovine

### Aigle d'or du meilleur court-métrage
- A de Tatiana Joukova
  - Partie de pêche (Рыбалка) de Gueorgui Boldouguerov
  - Les Larmes coulaient dans la soupe (Слезы капали в фо-бо) de Sergueï Filatov

### Aigle d'or du meilleur film d'animation
- Finnick (Финник) de Denis Tchernov
  - Le Lion bleu (Синий лев) de Zoya Trofimova
  - Concombres (Огурцы) de Léonid Chmelkov

### Aigle d'or du meilleur réalisateur
- Alexeï Sidorov pour Tchempion mira
  - Andreï Kravtchouk pour Palmyra
  - Piotr Todorovski pour Intensive Care

### Aigle d'or du meilleur scénario
- Piotr Todorovski pour Intensive Care
  - Arif Aliev pour Palmyra
  - Alexeï Sidorov pour Tchempion mira

### Aigle d'or du meilleur acteur au cinéma
- Ivan Yankovski pour son rôle dans Tchempion mira
  - Nikita Yefremov pour son rôle dans Intensive Care
  - Anton Momot pour son rôle dans First Oscar

### Aigle d'or de la meilleure actrice au cinéma
- Irina Starchenbaum pour son rôle dans Intensive Care
  - Elena Yerbakov pour son rôle dans Land of Legends
  - Daria Jovner pour son rôle dans First Oscar

### Aigle d'or du meilleur acteur dans un second rôle
- Evgueni Mironov pour son rôle dans Land of Legends
  - Vladimir Vdovitchenkov pour son rôle dans Tchempion mira
  - Andreï Merzlikine pour son rôle dans First Oscar

### Aigle d'or de la meilleure actrice dans un second rôle
- Daria Balabanova pour son rôle dans Intensive Care
  - Olga Lapchina pour son rôle dans Jardin
  - Elena Panova pour son rôle dans Land of Legends

### Aigle d'or du meilleur acteur à la télévision
- Evgeny Stychkine pour son rôle dans Alibi
  - Alexandre Balouïev pour son rôle dans Elizaveta
  - Igor Petrenko pour son rôle dans Chef du renseignement

### Aigle d'or de la meilleure actrice à la télévision
- Yulia Khlynina pour son rôle dans Elizaveta
  - Anna Mikhalkova pour son rôle dans Correction et punition
  - Olga Soutoulova pour son rôle dans Alibi

### Aigle d'or du meilleur acteur dans une série en ligne
- Nikita Efremov pour Le Patient zéro
  - Alexandre Gorbatov pour Hudozhnik
  - Oleg Menchikov pour Votre Honneur

### Aigle d'or de la meilleure actrice dans une série en ligne
- Anna Mikhalkova pour Alisa can't wait
  - Svetlana Ivanova pour The Cathedral
  - Anna Slew pour Survivors

### Aigle d'or de la meilleure photographie
- Mikhail Milachine pour Tchempion mira
  - Andreï Naydenov pour First Oscar
  - Morad Abdel Fatah pour Palmyra

### Aigle d'or des meilleurs décors
- Vladimir Trapeznikov et Pavel Novikov  pour Land of Legends
  - Sergueï Aguine pour Tchempion mira
  - Lyoubov Ivanova et Valery Arkhipov pour First Oscar

### Aigle d'or des meilleurs costumes
- Ekaterina Dyminskaya pour Land of Legends
  - Alexeï Kamychov pour First Oscar
  - Ouliana Polyanskaya  pour Tchempion mira

### Aigle d'or de la meilleure musique
- Artiom Vasiliev pour Tchempion mira
  - Igor Vdovine pour Land of Legends
  - Kouzma Bodrov pour Palmyra

### Aigle d'or du meilleur montage
- Alexander Kochelev pour Palmyra
  - Anton Meguerditchev pour Land of Legends
  - Dmitri Korabelnikov pour Tchempion mira

### Aigle d'or du meilleur son
- Rostislav Alimov pour Land of Legends
  - Pavel Doreuli pour Palmyra
  - Alexeï Samodelko pour Tchempion mira

### Aigle d'or des meilleurs effets spéciaux
- Cyber post pour Palmyra
  - Amalgama VFX pour Land of Legends
  - CGF pour Tchempion mira

### Prix spécial
- Vladimir Naumov pour sa contribution au cinéma russe (Le prix a été remis par Karen Shakhnazarov)

## Statistiques

### Récompenses/nominations multiples
Film :
- 5/12 : Tchempion mira
- 4/10 : Land of Legends
- 2/7 : Palmyra
- 3/6 : Intensive Care
- 0/7 : First Oscar

TV :
- 2/3 : Alibi
- 1/3 : Elizaveta
- 1/2 : Le Patient zéro / Hudozhnik
- 0/2 : Votre Honneur / Correction et punition